# 粟末靺鞨
粟末靺鞨是居住在最南端的靺鞨，以粟末水（今松花江）得名。粟末靺鞨原为高句丽的附属。688年，唐和新罗的联军灭了高句丽后，粟末靺鞨建立起渤海国。 
(有人說他們來自扶餘地，始終與高句麗敵對。由于粟末靺鞨地是扶餘故地，而扶餘人與勿吉屢與高句麗人戰)。他們有另一名稱浮渝靺鞨，是因为他们是进入夫余故地的靺鞨，也在吉林市一帶經常與高句麗人大戰。

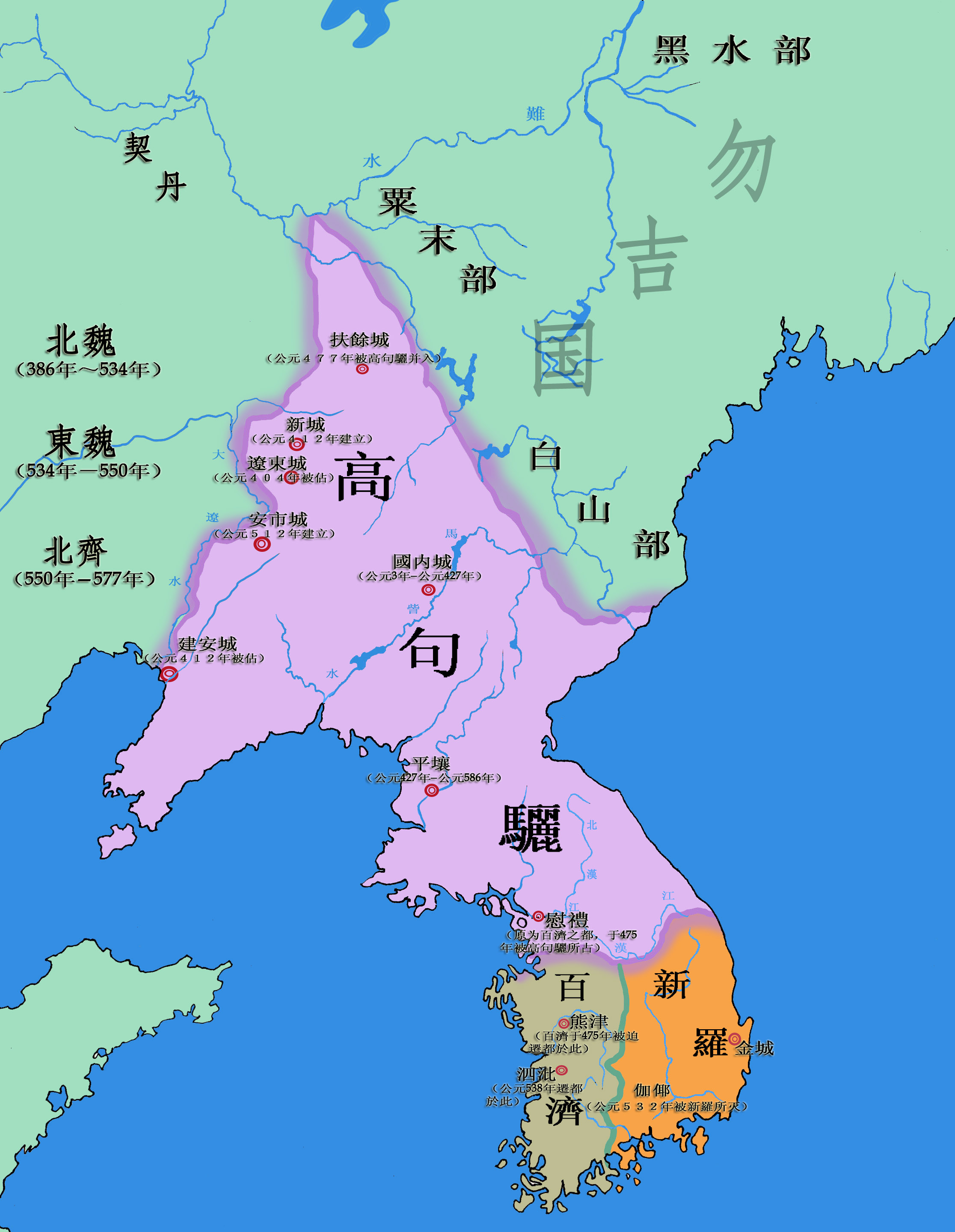
6世纪末粟末靺鞨与高句丽

## 史書中的粟末部
肃慎（挹娄）人曾与高句丽发生冲突而高句丽将肃慎六百余家迁往夫余南乌川。《晋书·肃慎传》说：“肃慎一名挹娄，在不咸山（今长白山）北。”晉朝时挹娄人已到达今延边地区。又据考古界提供的资料看，高句丽于东晋时期在今延边地区的东南部修筑了为防备挹娄人南侵的“边墙”、“长城”，其中一段位于珲春平原北部山丘上，东自哈达门乡太平村西山始，向西延伸横跨珲春北部山区，直到英安乡关门咀子西山，总长约25公里；另一段位于和龙和延吉市北部山区，西自和龙八家子镇丰产始，东至龙井长安镇鸡林北，总长100余公里。挹娄人晉朝時已經控制今延吉、珲春以北地区。
挹娄发展到南北朝的勿吉时期。据《魏书·勿吉传》载，在公元475年（北魏延兴五年、高句丽长寿王六十三年）勿吉就已夺取了“高句丽十落”，并密谋与百济“从水道并力取高句丽”。“高句丽十落”今珲春和延吉市地区。勿吉人已对高句丽在图们江流域的统治区发起了进攻。勿吉与百济密谋：勿吉从图们江或日本海攻打朝鲜半岛的沃沮地，而百济从半岛的西海岸攻击高句丽地区。后来勿吉人取得了今延边东部及朝鲜半岛东北部地区，而这一地区则成为勿吉及后来靺鞨粟末部、白山部的控制区。白山靺鞨的分布区是今朝鲜东北部，粟末部最初的中心地区是今敦化一带，后来移至吉林市一带。
他们后来成为渤海国人。

### 《渤海國志長編》卷十六《族俗考》
“渤海部族本为粟末靺鞨，其先居于太白山之北，依粟末水以居，隋開皇中，其酋帥突地稽與高麗戰，不勝，乃率八部勝兵千餘人，自扶餘城西北，舉部內附，時煬帝已即位，授突地稽金紫光祿大夫，遼西太守，處於營州。遼東之役，突地稽率部以從，每有戰功，帝優賚之。唐武德初間，譴使朝貢，唐祖以其部落置燕州，仍以突地稽為總管。劉黑闥之叛也，突地稽率所部赴定州，譴使詣太宗，請受節度，以戰功封蓍國公，又徙其部落于幽州昌平城，會高開道引突厥來攻幽州，突地稽邀擊大破之，貞觀初，拜右衛將軍賜姓李氏，尋卒，子謹行，武力絕人，麟德中，歷遷營州都督，其部落家僮數千人，以財力雄邊，為夷人所憚，其後屢有戰功，累官鎮軍大將軍，行右衛大將軍，封燕國公，永淳元年卒，贈幽州都督。”

### 來源
- 孫進己：《東北民族源流》